# Nova Fátima (kommun i Brasilien, Paraná)
Nova Fátima är en kommun i Brasilien.   Den ligger i delstaten Paraná, i den södra delen av landet, 900 km söder om huvudstaden Brasília. Antalet invånare är 8 153.
Omgivningarna runt Nova Fátima är huvudsakligen savann. Runt Nova Fátima är det ganska glesbefolkat, med 43 invånare per kvadratkilometer.